# Доменіко Фетті
Доменіко Фетті (італ. Domenico Fetti, прізвисько Mantuano, близько 1589, Рим — 1623, Венеція) — італійський художник доби бароко, представник Римської школи живопису.

## Біографія коротко
Син маловідомого римського художника П'єтро Фетті. Первісне художнє навчання отримав в майстерні Лодовіко Чіголі. Працював поряд з учнем Чіголі — Андреа Коммоді у 1604—1613 рр. Серед майстрів Риму Фетті відокремив твори сміливого і скандального Караваджо, від якого запозичив бічне освітлення і потяг до колористичних пошуків.
Перебрався в місто Мантую до двору князя Фердинанда І Гонзага, де працював у 1613 — 1622 роках. Деякий час в Мантуї працював відомий художник з Фландрії — Пітер Пауль Рубенс. В палаці мантуанських володарів зберігались твори Рубенса, що мали вплив на молодого Доменіко. Колорит картин Фетті покращився, але не мав різких тіней і надто яскравих відтінків. Схильний до спостережень Фетті малював релігійні картини, портрети.
У 1622 році перебрався в відомий художній центр Північної Італії — Венецію. Картини Фетті, виконані в Венеції, мають невеликі ознаки Венеційської школи, особливо Веронезе. Але вони досить самостійні за сюжетами. Невідомо, як би розвинувся талант художника далі, бо у віці 33 роки він помер.
Картини Фетті мав в своїй колекції кардинал Мазаріні. Їх купував відомий колекціонер П'єр Кроза.

## Вибрані твори
Докладніше:
- Сон Якова
- Меланхолія
- Персей і Андромеда

## Галерея

«Сон Якова», бл. 1619. Музей історії мистецтв, Відень
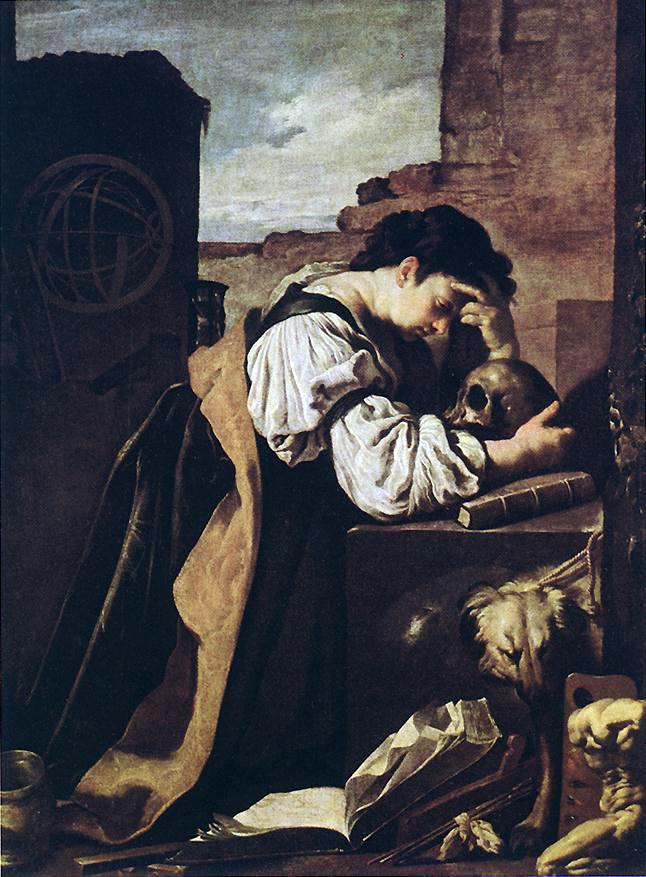
«Меланхолія», 1620. Лувр, Париж
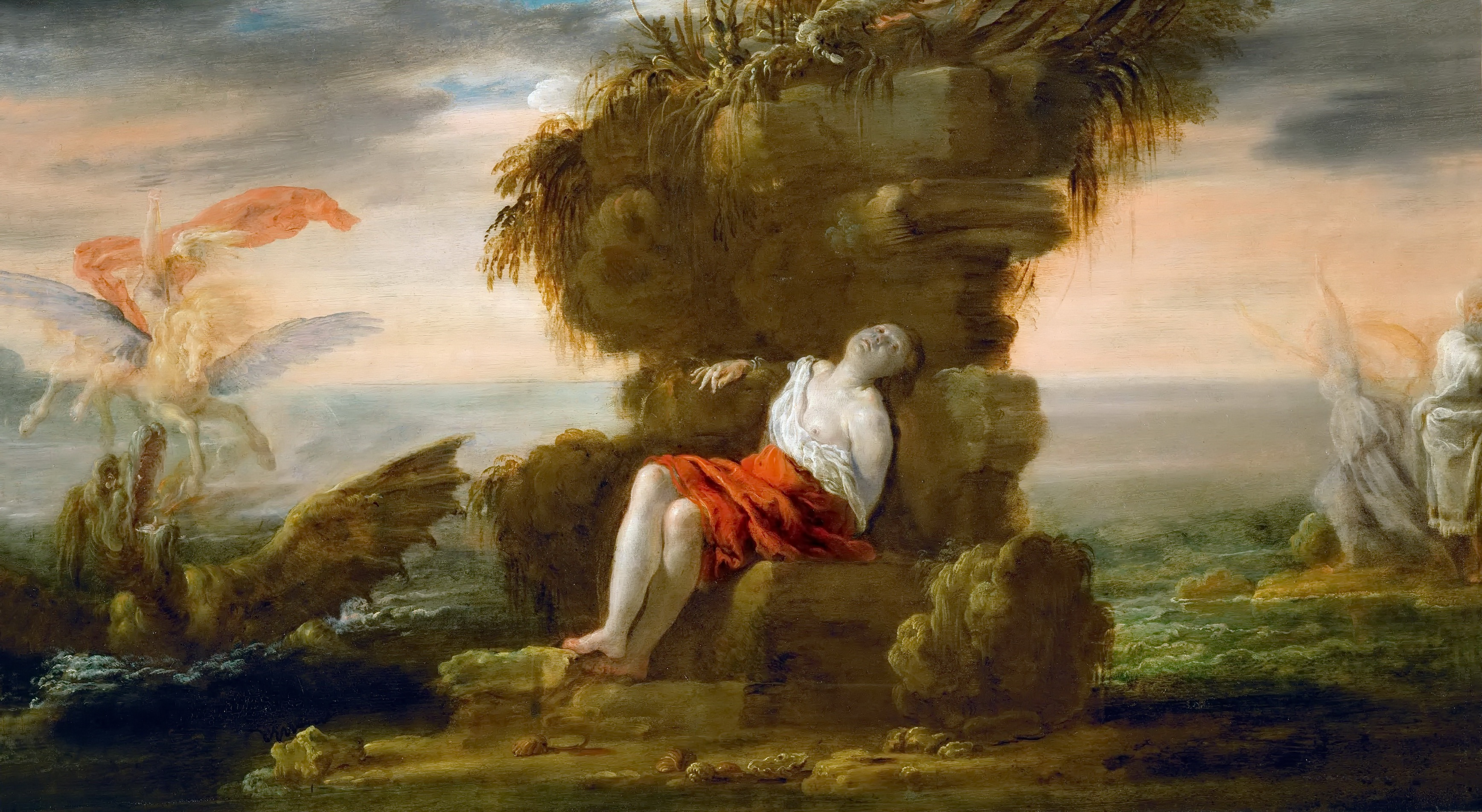
«Персей і Андромеда», бл. 1622. Музей історії мистецтв, Відень
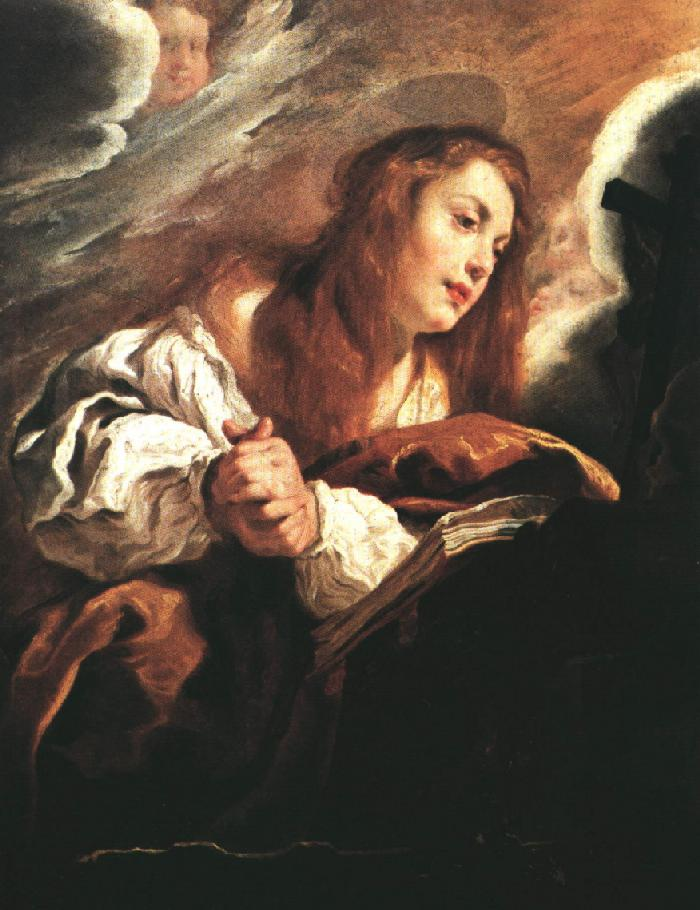
«Каяття Марії Магдалини», 1615. Музей мистецтв, Бостон
«Портрет актора»